# Machine Gun Kelly (rapper)
Richard Colson Baker (sinh ngày 22 tháng 4 năm 1990; nghệ danh: Machine Gun Kelly hay MGK) là nam ca sĩ, rapper, diễn viên đến từ Cleveland, Ohio, Mỹ. MGK bắt đầu sự nghiệp từ năm 2006 khi anh cho ra mắt mixtape đầu tay.
Trong khoảng thời gian từ năm 2007 tới năm 2010, Kelly đã phát hành bốn mixtape ra thị trường, sau đó anh ký hợp đồng với hãng đĩa Bad Boy Records. Album phòng thu đầu tay của anh, Lace Up, ra mắt năm 2012 và từng đạt hạng bốn trên bảng xếp hạng Billboard 200. Đĩa đơn nổi bật từ album này là ca khúc "Wild Boy" (hợp tác với Waka Flocka Flame). Hai album tiếp theo của anh là General Admission (2015) và Bloom (2017) cũng mang về một số thành công thương mại. Đĩa đơn "Bad Things" (từ album thứ ba, hợp tác với Camila Cabello) từng đạt vị trí thứ tư trên bảng xếp hạng Billboard Hot 100. Năm 2019, Kelly ra mắt album phòng thu thứ tư mang tên Hotel Diablo, mang phong cách nhạc rap rock.
Machine Gun Kelly tiếp tục phát hành album phòng thu thứ năm, Tickets to My Downfall, vào năm 2020, đánh dấu sự chuyển hướng dòng nhạc từ rap/hip hop sang pop punk. Album đạt hạng nhất trên bảng xếp hạng Billboard 200. Đĩa đơn "My Ex's Best Friend" từ album cũng đạt hạng 21 trên Hot 100.

## Đời tư
Kelly có một con gái tên Casie Colson Baker, sinh tháng 7 năm 2009, kết quả của cuộc tình với người yêu thời niên thiếu là Emma Cannon.
Kelly bắt đầu hẹn hò với người mẫu, diễn viên Amber Rose từ tháng 4 năm 2015. Tháng 3 năm 2020, anh yêu người mẫu Sommer Ray, tuy vậy cặp đôi chia tay sau đó ít lâu. Từ tháng 5 năm 2020, anh hẹn hò với diễn viên Megan Fox.
Về sức khỏe, anh công khai với báo chí việc nghiện sử dụng các chất kích thích. Anh cũng thường xuyên sử dụng cocaine và uống rượu.

## Danh sách album
Album phòng thu
- Lace Up (2012)
- General Admission (2015)
- Bloom (2017)
- Hotel Diablo (2019)
- Tickets to My Downfall (2020)[14]